# The 5th Wave
The 5th Wave är en amerikansk science fiction-film baserad på romanen Den femte vågen, i regi av J Blakeson efter ett manus av Susannah Grant, Akiva Goldsman och Jeff Pinkner. Rollerna spelas av Chloë Grace Moretz, Nick Robinson, Ron Livingston, Maggie Siff, Alex Roe, Maria Bello, Maika Monroe och Liev Schreiber. Filmen hade biopremiär under januari 2016.

## Rollista (i urval)
- Chloë Grace Moretz – Cassie Sullivan[2]
- Nick Robinson – Ben Parish/Zombie[3]
- Ron Livingston – Oliver Sullivan
- Maggie Siff – Lisa Sullivan
- Alex Roe – Evan Walker[3]
- Maria Bello – Reznik
- Maika Monroe – Ringer[4]
- Liev Schreiber – Vosch[5]
- Zackary Arthur – Sammy Sullivan
- Tony Revolori – Dumbo
- Talitha Bateman – Teacup

## Produktion
Columbia Pictures, GK Films och Material Pictures köpte filmrättigheterna i mars 2012. De anlitade J Blakeson som regissör och Susannah Grant ska skriva manuset. Releasedatumet blir den 29 januari 2016. I april 2015 meddelades det att datumet hade ändrats till den 15 januari 2016. I december 2015 flyttades datumet till den 22 januari 2016.

### Rollbesättning och inspelning
I april 2014 fick Chloë Grace Moretz huvudrollen som Cassie Sullivan. Den 27 juni 2014 avslöjades det att Nick Robinson och Alex Roe hade fått rollerna som Ben Parish och Evan Walker. I augusti 2014 fick man veta att Maika Monroe ska spela som Ringer, medan Liev Schreiber spelar som skurken Vosch. Under september och oktober 2014 anslöt sig Zackary Arthur, Tony Revolori, Ron Livingston, Maggie Siff och Talitha Bateman till rollbesättningen. Inspelningen pågick från oktober 2014 till januari 2015 i Atlanta, Georgia.

### Musik
Den 16 april 2015 avslöjades det att Henry Jackman ska komponera musiken.

## Mottagande
The 5th Wave möttes av negativa recensioner från kritiker.
Rotten Tomatoes rapporterade att 17 procent, baserat på 111 recensioner, hade satt ett genomsnittsbetyg på 4,2 av 10. På Metacritic nådde filmen genomsnittsbetyget 33 av 100, baserat på 30 recensioner.